# Tamakeri
Tamakeri (玉蹴り) (doslovno udaranje nogom u jaja) je seksualni fetiš odnosno oblik mazohističke parafilije u kojoj muškarac prima udarce nogom u testise. Praksa je u Japanu stekla popularnost, odnosno postala podžanr tamošnjih pornografskih filmova i video-snimaka. Oni se uglavnom prave za mazohističke muškarce, iako neki od konzumenata takvih proizvoda često samo fantaziraju o izloženosti takvoj praksi.

## Vanjske poveznice
- Staff writer. "New adult videos deal a low blow to manhood"[neaktivna poveznica]. Mainichi Daily News, 2.9. 2002.